# Torre de telegrafia de la Gleva
La Torre de telegrafia de la Gleva és una obra de les Masies de Voltregà (Osona) inclosa a l'Inventari del Patrimoni Arquitectònic de Catalunya.
A parer d'alguns autors (Len i Perarnau) aquesta torre de la Gleva, situada a prop del Santuari de la Mare de Déu de la Gleva dins del terme municipal de les Masies de Voltregà, formava part de la línia de telegrafia òptica militar Manresa-Vic-Girona. D'altres autors (Prat, 2004) afirmen que el sistema de telegrafia es va instal·lar al campanar de l'església de Sant Hipòlit de Voltregà.
La torre de la Gleva reuneix les principals característiques tipològiques de les torres de telègraf òptic construïdes de nova planta. Es de planta quadrada. En alçat està composta de 4 pisos, la planta baixa amb basament de maó amb una porta i finestra tapiada al mur sud-oest. Al primer pis s'obren dos finestres rectangulars als murs sud-oest i nord-est, al segons pis s'obren dos espitlleres a cada cara de la torre. Finalment el cos superior es de mur continu sense cap obertura, aquest darrer cos deuria ser probablement el terrat on s'instal·là el mecanisme de telegrafia. Destaca el perfil sobreeixit que separa la planta baixa del primer pis i el tercer pis del superior.
Aquesta torre comunicava amb l'anterior del Castell d'Orís situada a 6,2 km de distància direcció nord. La torre posterior de la línia era la de l'església de la Pietat de Vic a 8,4 km direcció sud. La torre de Vic era també el final de la línia militar Barcelona-Vic i l'inici de la de Vic-Hostalric. Així doncs, en el cas que ens ocupa des de Vic la línia continuava direcció nord cap a Manlleu.

## Història
La torre de la Gleva, construïda a mitjans del segle xix, formava part de la línia de telegrafia òptica militar Manresa-Vic-Girona.
La telegrafia òptica és un sistema que es basa en una sèrie de senyals realitzats en un punt alt, com pot ser una torre o un campanar, per un operari i que un altre operari veu des d'un altre punt, comunicat visualment, i el repeteix; d'aquesta manera un missatge es pot transmetre ràpidament des d'un punt a l'altre de la línia. Hi havia diverses maneres de realitzar les senyals, com un alt pal de fusta amb dos travessers als extrems que, accionats per politges, podien canviar de posició; cada posició era una lletra o clau que gràcies a un llibre de claus es podia desxifrar. Els operaris o torrers, disposaven d'unes ulleres de llarga vista que van permetre que la distància entre els diferents punts fos més gran que si no disposessin d'elles.
Mentre que a països com França o Anglaterra ja s'havien construït línies de telegrafia òptica a finals del segle xviii, a Espanya no s'inicia la construcció fins al 1844, moment que en alguns països ja s'havia començat a utilitzar la telegrafia elèctrica. La creació d'una línia implicava la instal·lació dels sistemes de comunicació en punts alts ja existents o la construcció de torres en els llocs on la distància era massa gran.
A Catalunya, la primera línia procedia de València i arribava a la Jonquera passant per Barcelona. Durant la Guerra dels Matiners (1846-1849), el marquès del Duero, capità general de Catalunya, va encarregar el desenvolupament d'una important xarxa de telegrafia òptica fixa militar. Es van crear 6 línies, entre elles la de Manresa - Vic - Girona.
Al 1853 es construeix la primera línia de telegrafia elèctrica entre Madrid i Irun, aquest fet marcarà l'inici de l'abandonament de la telegrafia òptica i el desús de les torres construïdes per aquest fi. Al 1857 es produeix el desmantellament i abandonament de les torres de telegrafia civil, i, al 1862, s'oficialitza l'abandonament de les torres militars. D'aquesta manera es posa fi a la curta història de la telegrafia òptica a Catalunya però que va deixar com a testimoni les torres de telègraf.